# Особино
Особино (бел. Асобіна) — деревня в Коммунаровском сельсовете Буда-Кошелёвского района Гомельской области Белоруссии.
Рядом расположено месторождение суглинков (разрабатывается малым предприятием «Маковье»).

## География

### Расположение
В 18 км на юго-восток от Буда-Кошелёво, 5 км от железнодорожной станции Уза (на линии Жлобин — Гомель), 22 км от Гомеля.

### Гидрография
На севере мелиоративный канал.

## Транспортная сеть
На шоссе Довск — Гомель.
Планировка состоит из прямолинейной улицы, ориентированной с юго-востока на северо-запад (по обе стороны шоссе), к центру которой с востока присоединяется чуть изогнутая улица. Застройка двусторонняя, деревянными домами усадебного типа.

## История
По письменным источникам известна с конца XIX века как деревня в Руденецкой волости Гомельского уезда Могилёвской губернии. По переписи 1897 года располагались хлебозапасный магазин и ветряная мельница. В 1909 году 1090 десятин земли, мельница.
В 1926 году действовали почтовое отделение, школа.
С 8 декабря 1926 года по 30 декабря 1927 года центр Особинского сельсовета Уваровичского района Гомельского округа.
В 1929 году 37 еврейских семей из Уварович переселились в урочище Особино, где для них было выделено 305 га земли. В 1930 году организован колхоз «Броневик», работали артель по добыче торфа и ветряная мельница. Во время Великой Отечественной войны оккупанты сожгли 12 дворов. В боях около деревни погибли 8 советских солдат (похоронены в братской могиле на кладбище). На фронте погибли 36 жителей деревни. В 1959 году. Центр межхозяйственного объединения «Особино».

## Население

### Численность
- 2004 год — 61 хозяйство, 131 житель.

### Динамика
- 1897 год — 61 двор, 604 жителя (согласно переписи).
- 1909 год — 96 дворов, 653 жителя.
- 1940 год — 110 дворов.
- 1959 год — 466 жителей (согласно переписи).
- 2004 год — 61 хозяйство, 131 житель.

## Достопримечательность
- Воинский мемориал погибшим в период Великой Отечественной войны